# Fjärilskrasse
Fjärilskrasse (Tropaeolum peregrinum) är en krasseväxtart som beskrevs av Carl von Linné. Fjärilskrasse ingår i släktet krassar, och familjen krasseväxter. Arten förekommer tillfälligt i Sverige, men reproducerar sig inte.

## Bildgalleri

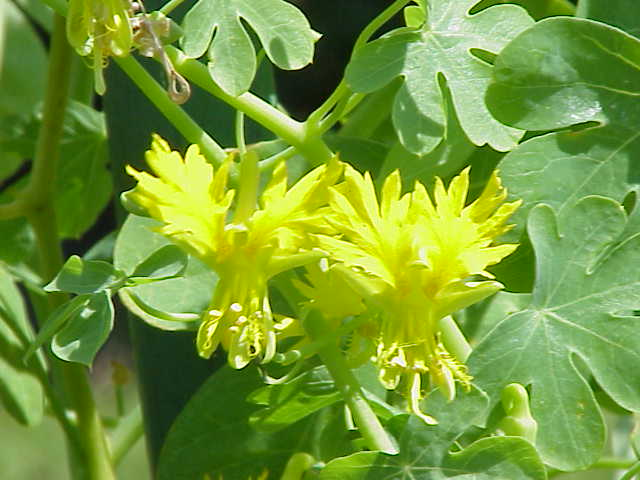
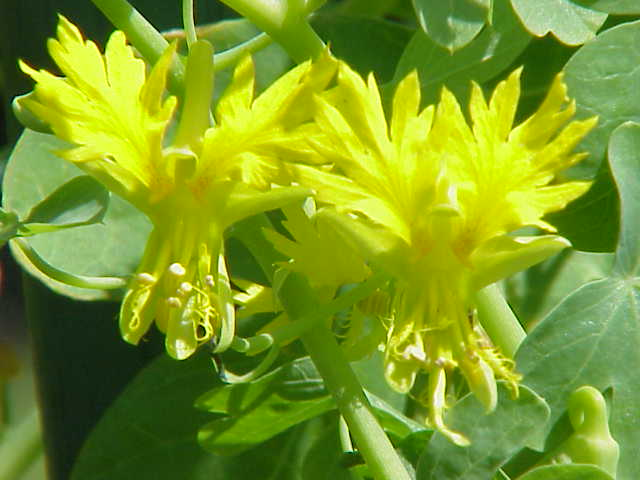